# X 2051
L'X 2051 est un autorail prototype de la Société nationale des chemins de fer français (SNCF) construit en 1954. Produit par l'entreprise Carel Fouché selon le procédé américain Budd, il est doté d'une caisse en acier inoxydable.
Il assure un service commercial de 1957 à 1974. Démotorisé, il est transformé en voiture d'essais jusqu'en octobre 1978 et démoli en 1982.

## Caractéristiques
L'X 2051 est fabriqué avec le budget du dernier X 2400 qui n'est pas produit.
Il reprend pratiquement la même structure que les autorails Budd RDC 2 (en) américains construits en 1949 : deux moteurs diesel 2 temps à 6 cylindres type GM 6-110 à plat sous le châssis avec transmission hydraulique Allison (en) à convertisseur de couple. Chaque groupe moteur-transmission attaque l'essieu intérieur d'un bogie par l'intermédiaire d'un pont Spicer (arbre à deux cardans). Les bogies sont de type Pennsylvania avec frein à disque sur chaque roue. Seuls la caisse et les aménagements différent un peu par la suppression des portes d'intercirculation, l'ajout d'accès latéraux et la suppression des groupes climatiseurs sur toiture. D'une masse en charge de 58 t, l'autorail dispose d'une autonomie de 1 000 km.
La caisse, en acier inoxydable, n'est pas peinte ; les panneaux de bas de caisse sous les baies et ceux situés dans l'arrondi du pavillon sont striés, à l'image des Z 5100, contemporaines. Les faces frontales, dont l'aspect se rapproche de celui des Z 5100 et Z 5300, sont simplement décorées d'une moustache et d'un macaron avec le logo de la SNCF jaunes. La disposition sous la caisse de l'ensemble des équipements permet de réserver la presque totalité du plancher de l'autorail à des aménagements pour les passagers et les bagages.
L'X 2051 est le premier autorail de la SNCF à adopter la motorisation sous caisse, disposition plus tard reprise pour les éléments automoteurs doubles — les premiers X 4300 sont mis en service en 1963 —, les X 2100 et les X 2200.

## Carrière

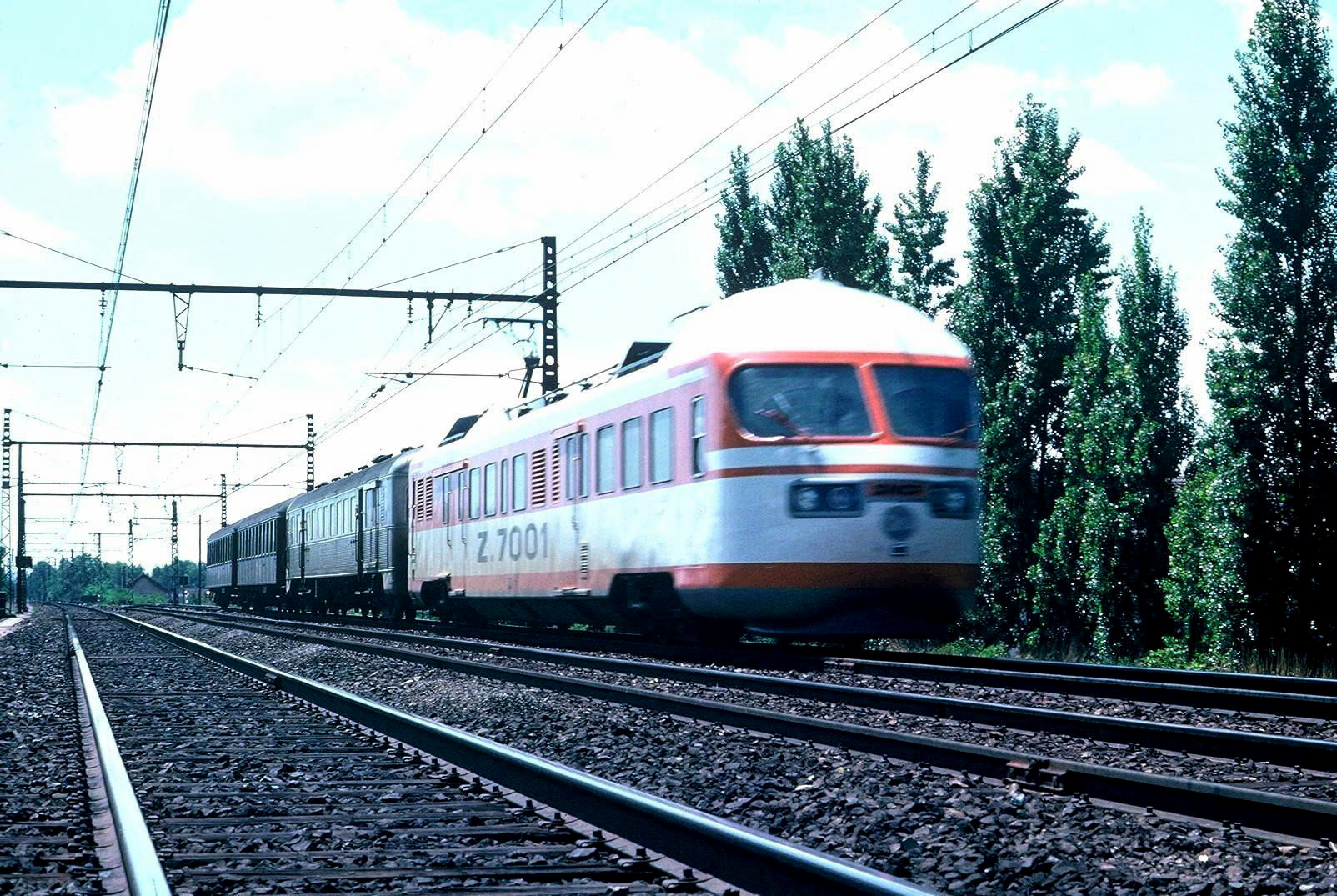
Zébulon remorquant l'X 2051 et deux voitures assurant la masse freinée en 1975.

L'autorail effectue ses essais sur la ligne des Alpes puis il est mis en service, en 1957 — sa livraison était initialement prévue en février 1954 —, sur la relation rail-air « Flèche d'argent » entre Paris-Nord et Étaples - Le Touquet, les voyageurs poursuivant leur trajet jusqu'à Londres par avion. Le surnom de ce train spécial, également donné au matériel qui l'assure, vient de l'aspect de la caisse en acier non peinte de l'autorail. En 1958, la remorque XR 8836 (un ancien autorail de la Deutsche Reichsbahn démotorisé et repeint en gris métallisé) lui est adjointe pour augmenter la capacité de la rame. Pendant deux ans il assure aussi, en période hivernale, des trains sur la liaison Paris - Nevers. Durant l'hiver 1963-1964, il est retiré du service Flèche d'Argent pour être remplacé par un autorail X 4500 avec remorque XR 8500. Il ne conserve plus alors que des marches entre Paris et Beauvais.
Radié en 1974, l'X 2051 est démotorisé et transformé en voiture d'essais. Les expérimentations portent dans un premier temps sur le frein linéaire à courants de Foucault, un des bogies de l'autorail étant modifié à cet effet ; l'engin est alors remorqué par une BB 9200 sur les voies de la région Sud-Ouest à des vitesses atteignant 285 km/h. Des tests d'endurance à grande vitesse prennent le relais ; tracté par l'automotrice Z 7001 Zébulon, l'X 2051 parcourt jusqu'à 50 000 km par mois entre Villeneuve-Saint-Georges et Lyon.
Les essais prennent fin en octobre 1978. L'engin est alors garé au dépôt d'Oullins-machines, puis démoli dans les années 1980.
Au cours de sa carrière, l'autorail est successivement affecté aux dépôts de La Chapelle (1957-1967) puis de La Plaine (1967-1974).

## Modélisme
L'autorail X 2051 a été reproduit à l'échelle HO par :
- l'artisan ApocopA sous forme de kit à monter (caisse à monter sur un châssis de son choix)
- l'artisan Amf87 sous forme de kit en résine et châssis maillechort à monter.